# Miyuki Ishikawa
Miyuki Ishikawa (石川 ミユキ Ishikawa Miyuki?) (nacida en Miyazaki, Japón; 5 de febrero de 1897 - 30 de mayo de 1987) fue una matrona japonesa y asesina en serie que se cree que asesinó un centenar de bebés con la ayuda de varios cómplices desde abril de 1944 hasta enero de 1948. 
Se estima que sus víctimas fueron entre 85 y 169, sin embargo, la estimación general es de 103. Cuando finalmente fue detenida, la sentencia de cuatro años del Tribunal Superior de Tokio que recibió fue demasiado ligera considerando las acciones de Miyuki las cuales tuvieron como resultado una cifra de muertos tan alta que Ishikawa sigue sin rivalizar con ningún otro asesino serial en Japón. De acuerdo a un informe de Children's Rainbow Center, el escritor Kenji Yamamoto se refirió al incidente como "increíble e insoportable".

## Primeros años
Miyuki nació en Kunitomi, Prefectura de Miyazaki y se graduó de la Universidad de Tokio. Luego se casó con Takeshi Ishikawa. La unión no produjo ningún hijo.
Trabajó como directora de hospital en el Hospital de Maternidad Kotobuki en Yanagichō (Shinjuku). Luego fue considerada partera, aunque no existía una licencia de partería en ese momento en Japón.

## Infanticidio de al menos 103 recién nacidos

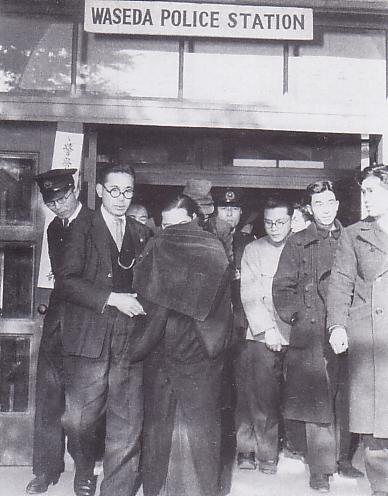
Miyuki Ishikawa rodeada por oficiales de policía en la comisaría de policía Waseda.

A finales de la década de 1940, durante el período inmediato de la posguerra, había muchos bebés en Kotobuki San'in (寿産院 / 壽產院), la casa de maternidad que Miyuki Ishikawa regentaba. La mayoría de ellos nacieron fuera del matrimonio y sus madres eran pobres e incapaces de criar adecuadamente a sus hijos y ella misma era incapaz de ayudar a los bebés debido a la falta de servicios sociales y de beneficencia.
Debido a la disminución de padres adoptivos, Ishikawa optó por descuidar a numerosos bebés, muchos de los cuales murieron como resultado directo. El número exacto de las víctimas es desconocido, pero se estima que asesinó al menos 103 recién nacidos. Casi todas las parteras del hospital de maternidad Kotobuki estaban disgustadas por esta práctica y renunciaron a su trabajo.
Al mismo tiempo, intentó obtener beneficios económicos por estos asesinatos. Ella y su esposo Takeshi solicitaron grandes sumas de dinero de los padres, afirmando que serían menores que el gasto real de criar a estos niños no deseados. Un doctor, Shiro Nakayama, fue cómplice de este sistema y ayudó a la pareja a falsificar los certificados de defunción.

## Precedentes
Algunos casos similares habían ocurrido en Japón antes de este incidente. En 1930 ciudadanos de Itabashi fueron acusados por asesinar a 41 niños en régimen de acogida. Hatsutarō Kawamata fue arrestado en 1933 por asesinar al menos 25 niños. El gobierno japonés era consciente de estos hechos, pero no hizo nada.
También la tradición japonesa era desconsiderada con los derechos de los niños. Los casos de infanticidio por parte paterna habían sido considerados simplemente como «lesión corporal con resultado de muerte» bajo el Código Penal de Japón hasta 1907.

## Arresto y juicio

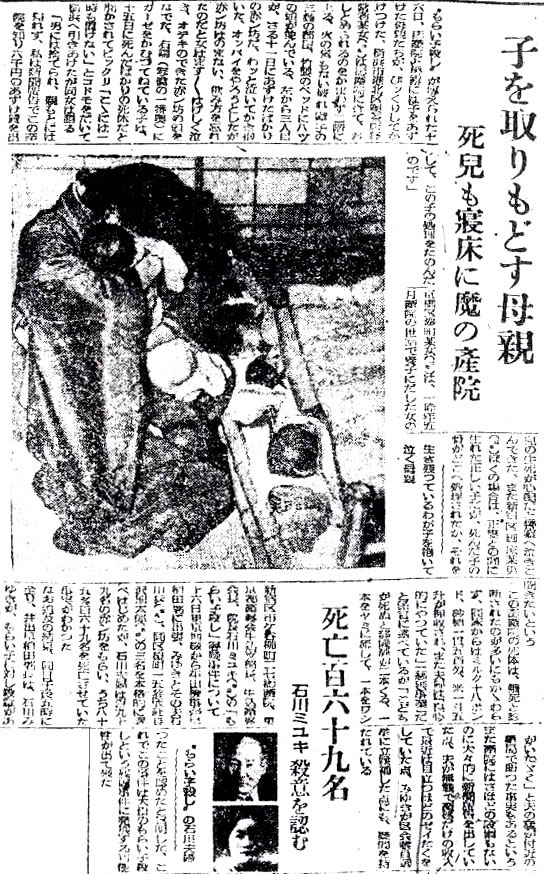
Asahi Shimbun del 17 de enero de 1948, describiendo sus sospechas por 169 asesinatos y su admisión de premeditación.

寿産院事件 (Incidente de Kotobuki-Sanin): Dos oficiales de policía de la comisaría de policía Waseda accidentalmente encontraron los restos de cinco víctimas de Ishikawa el 12 de enero de 1948. Las autopsias a los cuerpos confirmaron que los cinco bebés no habían muerto de causas naturales. Ella y Takeshi fueron arrestados el 15 de enero de 1948.
Las víctimas eran niños abandonados, por lo que ella insistió en que los padres eran responsables de sus muertes. El público apoyó la afirmación, pero Yuriko Miyamoto los criticó, diciendo que era un ejemplo de discriminación.
En ulteriores investigaciones, la policía encontró cerca de 40 cuerpos en la casa de un empresario de pompas fúnebres. 30 cadáveres fueron luego descubiertos en un templo. El gran número de cadáveres recuperados y la duración de tiempo en que los asesinatos tuvieron lugar hicieron difícil para las autoridades en determinar el número exacto de víctimas.
Las autoridades vieron el homicidio como un crimen de omisión. En el Tribunal de Distrito de Tokio, Ishikawa fue sentenciada a ocho años de prisión. Takeshi y el Dr. Shiro Nakayama fueron sentenciados a cuatro años de prisión. La pareja apeló su sentencia y en 1952 la Corte de Tokio revocó la sentencia original y sentenció a Ishikawa a cuatro años en prisión y Takeshi a dos.

## El después
Este incidente es considerado como la principal razón que el Gobierno Japonés comenzara a considerar la legalización del aborto en Japón. Una de las razones por las que se cree que sucedió este incidente fue como resultado del aumento en el número de niños no deseados nacidos en Japón. El 13 de julio de 1948 se instauraron la Eugenic Protection Law y un sistema de examen nacional para parteras. El 24 de junio de 1949 se legalizó en Japón el aborto por razones económicas bajo la Eugenic Protection Law.